# Euoplos zorodes
Euoplos zorodes är en spindelart som först beskrevs av William Joseph Rainbow och Robert Henry Pulleine 1918.  Euoplos zorodes ingår i släktet Euoplos och familjen Idiopidae.
Artens utbredningsområde är Sydaustralien. Inga underarter finns listade i Catalogue of Life.